# Арка (Хабаровский край)
Арка — село в Охотском районе Хабаровском крае. Административный центр Аркинского сельского поселения. Расположено в 120 километрах от Охотска.

## История
Впервые упоминается в записях русских путешественников конца XVII века как эвенское стойбище. Здесь проводились национальные праздники эвенов Приохотья и сезонные торги. С организацией Охотско-Якутского тракта здесь возникла почтовая станция Агатьканская. Название Арка упоминается с 1830 года.

## Население
| 1926 | 1992  | 2002 | 2010 | 2011 | 2012 | 2017 |
| ---- | ----- | ---- | ---- | ---- | ---- | ---- |
| 1    | ↗1200 | ↘892 | ↘699 | ↘691 | ↘648 | ↘628 |
| 2018 | 2019  | 2020 | 2021 |      |      |      |
| ↘619 | ↘606  | ↗611 | ↗634 |      |      |      |

## Экономика
Национальное товарищество им. XX партсъезда (оленеводство, охота, рыболовство); средняя школа, участковая больница, организации сферы обслуживания, существует аэропорт местных воздушных линий (крайне нерегулярное в настоящее время сообщение поддерживается только с Охотском; до начала 90-х гг. рейсы осуществлялись каждый день на самолётах Ан-2 или вертолётах Ми-8). От Охотска имеется грунтовая автодорога, которая оканчивается на противоположном, левом берегу реки Охота. Проезд непосредственно в село возможен лишь в зимнее время.